# Premio Spinoza

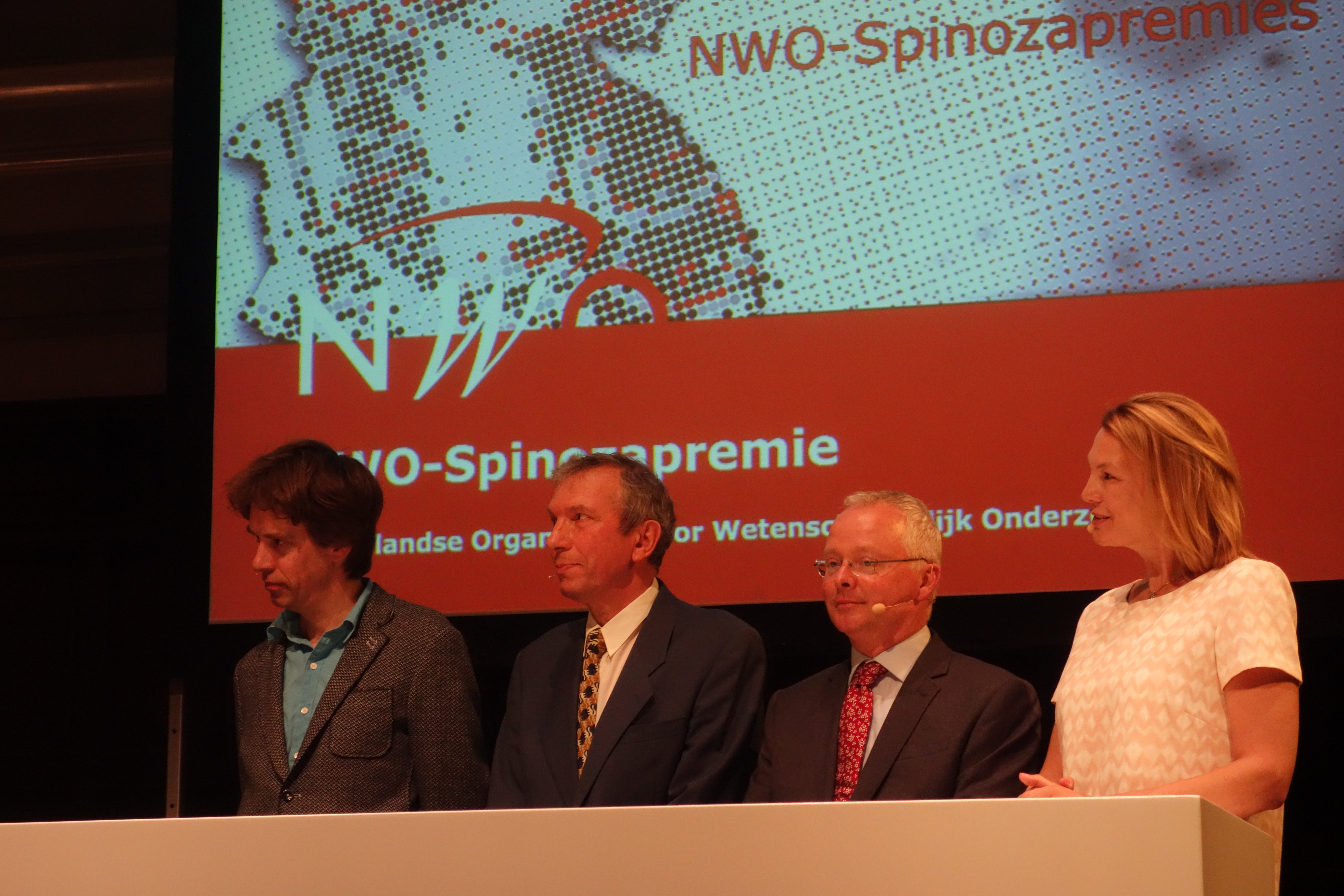
2017 Ceremonia de premiación

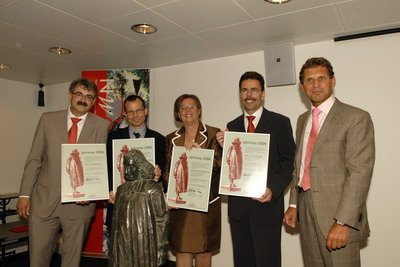
Ganadores del Premio Spinoza 2006: Jan Zaanen, Ben Scheres, Jozien Bensing y Carl Figdor. A la derecha está el director de NWO Peter Nijkamp

El Premio Spinoza (en holandés: Spinozapremie) es un premio anual de 2,5 millones de euros, que se destinan a nuevas investigaciones de la Organización de Investigación Científica de los Países Bajos. Es el premio científico más importante de los Países Bajos. Lleva el nombre del filósofo Baruch de Spinoza.
El premio se otorga a los investigadores de los Países Bajos que pertenecen a los mejores en su campo. Los académicos pueden nominarse entre sí y una comisión internacional evalúa los envíos.

## Lista de Ganadores
Las siguientes personas han recibido el Premio Spinoza:
- 1995 – Frank Grosveld, Ed van den Heuvel, Gerard 't Hooft, Frits van Oostrom
- 1996 – Johan van Benthem, Peter Nijkamp, George Sawatzky
- 1997 – Frits Kortlandt, Bob Pinedo, Rutger van Santen
- 1998 – Jan Hoeijmakers, Hendrik Lenstra, Pieter Muysken
- 1999 – Carlo Beenakker, René de Borst, Anne Cutler, Ronald Plasterk
- 2000 – Ewine van Dishoeck, Daan Frenkel, nl
- 2001 – Dorret Boomsma, Hans Clevers, Bert Meijer, Hans Oerlemans
- 2002 – Henk Barendregt, Els Goulmy, Ad Lagendijk, Frits Rosendaal
- 2003 – Lans Bovenberg, Cees Dekker, Robbert Dijkgraaf, Jan Luiten van Zanden
- 2004 – Jaap Sinninghe Damsté, Ben Feringa, Marinus van IJzendoorn, Michiel van der Klis
- 2005 – René Bernards, Peter Hagoort, Detlef Lohse, Lex Schrijver
- 2006 – Jozien Bensing, Carl Figdor, Ben Scheres, Jan Zaanen
- 2007 – Deirdre Curtin, Marcel Dicke, Leo Kouwenhoven, Wil Roebroeks
- 2008 – Marjo van der Knaap, Joep Leerssen, Theo Rasing, Willem de Vos
- 2009 – Albert van den Berg, Michel Ferrari, Marten Scheffer
- 2010 – Naomi Ellemers, Marijn Franx, Piet Gros, Ineke Sluiter
- 2011 – Heino Falcke, Patti Valkenburg, Erik Verlinde
- 2012 – Mike Jetten, Ieke Moerdijk, Annemarie Mol, Alexander Tielens
- 2013 – Mikhail Katsnelson, Piek Vossen, Bert Weckhuysen
- 2014 – Dirk Bouwmeester, Corinne Hofman, Mark van Loosdrecht, Theunis Piersma
- 2015 – René Janssen, Birgit Meyer, Aad van der Vaart, Cisca Wijmenga
- 2016 – Wilhelm Huck, Lodi Nauta, Mihai Netea, Bart van Wees
- 2017 – Eveline Crone, Albert Heck, Michel Orrit, Alexander van Oudenaarden
- 2018 – Anna Akhmanova, Carsten de Dreu, Marileen Dogterom, John van der Oost
- 2019 – Bas van Bavel, Ronald Hanson, Amina Helmi, Yvette van Kooyk
- 2020 - Nynke Dekker, Jan van Hest, Pauline Kleingeld, Sjaak Neefjes
- 2021 - José van Dijck, Marc Koper, Lieven Vandersypen, Maria Yazdanbakhsh
- 2022 - Thea Hilhorst, Klaas Landsman, Corné Pieterse, Ignas Snellen